# Ligne de vie (film, 1996)
Pour les articles homonymes, voir Ligne de vie (homonymie).
Pour plus de détails, voir Fiche technique et Distribution.
Ligne de vie est un film franco-russe réalisé par Pavel Lounguine, sorti en 1996.

## Synopsis
Une autorité des voleurs nommée « Papa » (Armen Dzhigarkhanyan) recherche un Français d'âge moyen pour le marier en tant que président d'une entreprise textile internationale et « dissoudre » un autre voleur en droit Akhmet pour de l'argent. Avec l'aide de sa fille Oksana, qui allie rêves romantiques d'une carrière de chanteuse et prose d'une vie criminelle dans la société de son père, il parvient à retrouver et kidnapper le compositeur français Philippe qui arrivé en Russie. Après une évasion et une punition infructueuses, Philippe suit un "cours de formation" et, avec les voyous du « Papa » et d'Oksana s'envole pour une certaine ville (apparemment en Ouzbékistan), où il parvient à convaincre Akhmet va investir 2 millions de dollars dans un projet de construction d'une usine de transformation du coton. De plus, selon les plans de « Papa », Philippe doit mourir, mais la vie en dispose autrement.

## Fiche technique
- Titre français : Ligne de vie
- Réalisation : Pavel Lounguine
- Scénario : Vincent Lambert, Alain Layrac, Viktor Merezhko et Pierre-Henry Salfati
- Musique : Pascal Andreacchio
- Pays d'origine :  France -  Russie
- Format : couleurs - 35 mm - Dolby
- Genre : drame, romance
- Durée : 100 minutes
- Date de sortie : 1996

## Distribution
- Vincent Pérez : Philippe
- Tatyana Meshcherkina : Oksana
- Armen Djigarkhanian : Papa
- Dmitri Pevtsov : Jafar
- Vsevolod Larionov : Ivan
- Aleksandr Pyatkov : Le cuisinier
- Vladimir Steklov : le pilote d'avion
- Aleksandr Baluev : Vadim
- Rasmi Dzhabrailov : Ahmed
- Lev Borisov : le tailleur
- Aleksandr Negreba : Rlabol
- Konstantin Berdikov : le moustachu